# مناسك الحج
مَناسك الحج هي الأعمال التي يقوم بها المسلم قبل وأثناء ونهاية الحج وهي التي أراها الله  لنبيه وخليله إبراهيم.

## الأقسام
تنقسم مَناسك الحج إلى: أركان، وواجبات، وَسُنن.
أما أركان الحج فهي : الوقوف بعرفة، وطواف الإفاضة، والإحرام ،والسعي بين الصفا والمروة.
والواجبات في الحج هي: الوقوف بمُزدلفة، والمبيت بمنى، وطواف الوداع، ورمي الجمرات.
وَمن السُنن :: طواف القدوم ، والتّوجه إلى منى في اليوم الثامن من ذي الحجة.
و المناسك التي يؤديها الحاج هي بالترتيب:
1- الإحرام
2- الطواف
3- السعي بين الصفى والمروة
4- يوم التروية بـ "منى"
5- الوقوف بعرفة
6- المبيت بمزدلفة ورمي جمرة العقبة
7- الهدي والتحلل
8- طواف الإفاضة
9- رمي الجمرات في أيام التشريق
10- طواف الوداع وإتمام الحج
ويبدأ الحاج بالإحرام، ثم يقصد الكعبة؛ للطواف حولها، ثم السعي بين الصفا والمروة، ويتحلل الحاج إن كان متمتعاً، أما إن كان قارناً، أو مُفرداً؛ فلا يتحلل، ثم يكون التوجه إلى مِنى في اليوم الثامن من ذي الحجة، ثم الوقوف في عرفة في اليوم التاسع، ثم التوجه إلى مزدلفة بعد غروب شمس اليوم التاسع، وفي اليوم العاشر يكون رمي جمرة العقبة، ونحر الهدي، وحلق الشعر أو التقصير، والطواف، ثم الرجوع إلى مِنى؛ والمبيت فيها ليالي التشريق، وتُرمى الجمرات الثلاث؛ الصغرى، والوسطى، والعقبة، في كل يومٍ من أيام التشريق الثلاث، ويُشرع للمتعجل المبيت ليلتين فقط، ويختم الحاج أعمال الحج بأداء طواف الوداع.

## المَناسك
- أركان الحج.
- أشهر الحج.
- أيام التشريق.
- الإحرام.
- الأنساك في الحج.
- التلبية.
- الجحفة.
- الصفا والمروة.
- الفدي والهدي.
- جبل عرفة.
- يوم عرفة.
- جمرة العقبة.
- جمرة العقبة الكبرى.
- حج (إسلام).
- ذا الحليفة.
- ذات عرق.
- سنن الحج.
- طواف الإفاضة.
- طواف الوداع.
- عيد الأضحى المبارك وضع ضمن المناسك لكثرة ما فيه من أعمال الحج.
- قرن المنازل.
- محظورات الإحرام.
- مزدلفة.
- منى - رمي الجمرات.
- ميقات.
- ميقات أهل مكة.
- واجبات الحج.
- يلملم.
- يوم التروية.